# Berberidopsis granitica
Berberidopsis granitica, difiere de su especie hermana B. corallina en su hábitat (cima de la cordillera de los Andes, grietas de granito o en el fondo de los peñascos, 1580–1640 m vs. cordilleras costeras, riberas de arroyos, bosque denso, sitios sombreados, 175–610 m). Además, B. granitica difiere de B. corallina también en caracteres morfológicos (p. ej., lámina lanceolada a ovada, rara vez elíptica; base usualmente cuneiforme, a veces redondeada; margen entero a irregularmente dentado; lámina ovada a oblonga; base truncada; margen dentado) y hábito (arbusto postrado a ascendente vs. enredadera voluble)

## Distribución y hábitat
Endémica de la cordillera de los Andes en la localidad de San Fabián de Alico, Provincia de Punilla, Región de Ñuble, Chile. Hasta el momento sólo se conoce un sitio: Cerro Alto el Padre, con una elevación mínima de 1580 m (36°29′12.27″S 71°28′58.31″O) y una elevación máxima de 1640 m (36°29′08.33″S 71°29′00.51″O). La planta fue encontrada en un área restringida de aproximadamente 14 hectáreas (206 plantas inventariadas), ubicada predominantemente en la cara noreste del Cerro Alto el Padre, y justo por encima de la línea de árboles. El sitio es rocoso, con poca vegetación. Las rocas graníticas friables tienen granos grandes de cristales, mucho cuarzo y un color naranja llamativo que difiere del granito gris dominante de las montañas adyacentes a San Fabián. La especie suele crecer en grietas o en el fondo de los cantos rodados.

## Conservación
Estado de conservación. – Berberidopsis granitica fue clasificada como En Peligro Crítico (CR) según las categorías de la UICN siguiendo los criterios B1ab(iii). Se seleccionó el criterio “B1” porque su extensión de ocurrencia (EOO) es <100 km² (estimada en 0,14 km²). Se eligió el criterio “a” porque solo se conoce una población (Fig. 6). Se seleccionó el criterio “b(iii)” porque se espera una disminución en el área y la calidad del hábitat. Las plantas de montaña son muy sensibles al calentamiento global, ya que la migración está limitada por la falta de conectividad entre las cumbres y sus áreas de cumbre reducidas (Pauli & al., 2003).

## Taxonomía
Berberidopsis granitica fue descrita por K. Menegoz, A.E.Villarroel & N. Lavandero.
Holotipo: CHILE. Región de Ñuble, Provincia de Punilla, San Fabián de Alico, Cerro Alto el Padre, grietas de formaciones rocosas de granito, 1600 m de altitud, 36°29′12.27″S, 71°28′58.31″W, 10 Apr 2021, K. Menegoz& G. Ossa 123 (SGO No. 171251!; isotypes: CONC,EIF, JBN, VALD)